# Равкан, Гэри
Гэри Брюс Равкан (Рувкун, англ. Gary Bruce Ruvkun; род. 26 марта 1952 года, Беркли, штат Калифорния) — американский генетик и молекулярный биолог. Член Национальных Академии наук (2008) и Медицинской академии (2009) США, а также Американского философского общества (2019). Лауреат многих престижных премий, в том числе Нобелевской премии 2024 года.

## Биография
Родился 26 марта 1952 года в Беркли (Калифорния). Его родители Сэмюэл  Равкан (1919—2004), инженер, и Дора Гуревич (1920—2000) происходили из семей еврейских иммигрантов из Российской империи. В 1973 году получил степень бакалавра в Калифорнийском университете в Беркли, в 1982 году получил степень доктора философии в Гарвардском университете. Получил известность как исследователь микроРНК. Многие исследования проводил вместе с Виктором Эмбросом.
Член Американской академии искусств и наук (2009).
Лауреат Нобелевской премии по физиологии и медицине 2024 года за «открытие микроРНК и ее роли в посттранскрипционной регуляции генов» (совместно с Эмбросом).

## Семья
Жена — Наташа Елена Сталлер, искусствовед, профессор истории искусств в Амхерст-колледже, специалист по кубизму и творчеству Пикассо. Дочь Виктория.

## Награды
- 2004 — Премия Розенстила
- 2008 — Международная премия Гайрднера
- 2008 — Медаль Бенджамина Франклина
- 2008 — Премия Альберта Ласкера за фундаментальные медицинские исследования
- 2008 — Warren Triennial Prize, Massachusetts General Hospital
- 2009 — Премия Диксона
- 2009 — Премия Луизы Гросс Хорвиц
- 2009 — Премия Мэссри
- 2011 — Премия Дэна Дэвида
- 2012 — Премия Пола Янссена за биомедицинское исследование[англ.]
- 2013 — Премия долголетия[нем.]
- 2014 — Премия Вольфа по медицине
- 2014 — Премия Грубера по генетике
- 2015 — Премия за прорыв в области медицины
- 2016 — Премия фонда «March of Dimes» по биологии развития[12]
- 2024 — Нобелевская премия по физиологии и медицине